# بینغم-له-سنینم
بینغم-له-سنینم (به فرانسوی: Bayenghem-lès-Seninghem) یک کمون (فرانسه) در فرانسه است که در پا-دو-کاله واقع شده‌است. بینغم-له-سنینم ۳٫۳۳ کیلومتر مربع مساحت دارد ۶۴ متر بالاتر از سطح دریا واقع شده‌است.